# Hyposoter romani
Hyposoter romani är en stekelart som beskrevs av Ozols 1959. Hyposoter romani ingår i släktet Hyposoter och familjen brokparasitsteklar. Inga underarter finns listade i Catalogue of Life.